# Watertown (Dakota del Sud)
Watertown és una població dels Estats Units a l'estat de Dakota del Sud. Segons el cens del 2000 tenia 20.237 habitants.

## Demografia
Segons el cens del 2000, Watertown tenia 20.237 habitants, 8.385 habitatges, i 5.290 famílies. La densitat de població era de 513 habitants per km².
Dels 8.385 habitatges en un 31,9% hi vivien nens de menys de 18 anys, en un 50,6% hi vivien parelles casades, en un 8,8% dones solteres, i en un 36,9% no eren unitats familiars. En el 30,5% dels habitatges hi vivien persones soles l'11,8% de les quals corresponia a persones de 65 anys o més que vivien soles. El nombre mitjà de persones vivint en cada habitatge era de 2,37 i el nombre mitjà de persones que vivien en cada família era de 2,98.
Per edats la població es repartia de la següent manera: un 25,9% tenia menys de 18 anys, un 11,3% entre 18 i 24, un 27,9% entre 25 i 44, un 19,9% de 45 a 60 i un 15% 65 anys o més.
L'edat mediana era de 35 anys. Per cada 100 dones de 18 o més anys hi havia 96,6 homes.
La renda mediana per habitatge era de 34.348 $ i la renda mediana per família de 44.944 $. Els homes tenien una renda mediana de 30.436 $ mentre que les dones 19.712 $. La renda per capita de la població era de 18.994 $. Entorn del 5,7% de les famílies i el 9,3% de la població estaven per davall del llindar de pobresa.

## Poblacions més properes
El següent diagrama mostra les poblacions més properes.